# برده‌داری در بوتان
برده‌داری در بوتان (انگلیسی: Slavery in Bhutan) تا سال ۱۹۵۸ که برده‌داری لغو شد، یک نهاد قانونی، اقتصادی، و اجتماعی متداول بود. در منابع تاریخی در بوتان به برده‌ها، کولی‌ها و سرف‌ها کارگران غیر مجانی گفته می‌شد. این کارگران عمدتاً در اطراف بوتان، آسام، و سیکیم ویا در داخل خود این نواحی به وجود آمدند و ستون فقرات شکل‌گیری اقتصاد ماقبل فئودالی بوتان را تشکیل می‌دادند. جیگم دورجی وانگشوک پادشاه بوتان که در سال ۱۹۵۲ در ۲۵ سالگی به‌سلطنت نشست، به عنوان بخشی از نوسازی و مدرنیزاسیون بوتان برده‌داری را لغو کرد. به منظور دوری از برده‌داری و فئودالیزم، پادشاه جیگم دورجی، قوانین نوسازی و رفرم را به مرحله اجرا درآورد و به عنوان پاداش به بردگان سابق مقام شهروندی و حق مالکیت داد.

## پیشینه
قبل از اقتصاد پولی قرن نوزدهم و برنامه‌های نوسازی در میانه قرن بیستم، اقتصاد بوتان تماماً مبتنی بر مبادله پایاپای و کار از جمله کار غیر مجانی بود. در نظام فئودالی که در آن همه زمین‌ها توسط پادشاه تسخیر و در اختیار مستأجران، قرار داشت، غلامی و خدمت کردن برای فئودال امری جا افتاده بود. شهروندان معمولی، به‌سهم خود مجبور به رعایت قوانین و نظم فئودالی و کار کردن بدون دستمزد، مثلاً در بنا و ساخت قلعه به عنوان بخشی از مالیات به دولت بودند. انتقال تدریجی به یک اقتصاد پولی فئودالی توسط ارتش بوتان و ازدست دادن زمین‌ها به بریتانیا انجام شد، که در نتیجه آن به صورت سوبسید نقدی به دولت بوتان تعلق می‌گرفت. این درآمدهای پولی سرانجام جانشین کار غیر مجانی به عنوان ستون فقرات اقتصاد بوتان گردید.